# Juan Pablo Carrizo
Juan Pablo Carrizo (Villa Constitución, 1984. május 6. –) argentin labdarúgó, a mexikói Monterrey kapusa.